# Ascochyta calystegiae
Ascochyta calystegiae är en svampart som beskrevs av Sacc. 1878. Ascochyta calystegiae ingår i släktet Ascochyta, ordningen Pleosporales, klassen Dothideomycetes, divisionen sporsäcksvampar och riket svampar.   Inga underarter finns listade i Catalogue of Life.